# لغة الباساب
الباساب هي لغة أسترونيزية يتم التحدث بها في جزيرة بورنيو بإندونيسيا. داخل مقاطعتي كالمنتان الشرقية وكالمنتان الشمالية، ينتشر متحدثو لغة الباساب في مقاطعات بيراو، وبولونجان، وكوتاي كارتانيجارا، وبيناجام باسر أوتارا، وكوتاي تيمور. اللهجات المتفرعة من لغة الباساب هي جيمبايان، بولونغان، بيراو، دومارينغ، بيناتانغ، وكارانغان.
يعتبر سميث أن لغة الباساب قد شكلت رابط قديم مع الأشكال المبكرة من لغات باريتو في شرق كاليمانتان.